# Trikentrion helium
Trikentrion helium är en svampdjursart som beskrevs av Dickinson 1945. Trikentrion helium ingår i släktet Trikentrion och familjen Raspailiidae. Inga underarter finns listade i Catalogue of Life.